# Двоична бройна система
Двоичната бройна система (също и бинарна система) е позиционна бройна система с основа 2, при която числата се изобразяват само с помощта на две цифри: 0 и 1.

## Особености
Бележи се с долен индекс 2 или с малката латинска буква b (от английски: binary – „двоичен“) след числото. Например 10012 =1001b = 910,
Отделните цифри се означават като бит. Редицата от битове (0 и 1) се нарича бинарен (или двоичен) код. Група от 8 бита е прието да е равно на 1 байт.
За прегледност двоичните числа се изписват на групи от по 4 или 8 бита. При необходимост, когато броят на цифрите не е кратен на
4, числото се допълва с водещи нули.
Както във всички позиционни бройни системи, 0 пред числото не променя стойността му; завършващият (най-десният) бит се нарича най-младши разред, а всеки отляво е по-старши разред.
Първата цифра (старшият разред), за всяко число по-голямо от 0, която определя стойността винаги е 1.
Когато числото в двоичната система завършва с 1 (младшия разред), то е нечетно в десетичната система, съответно – четно, когато завършва с 0.
Всяко добавяне на 0 най-дясно, в число по-голямо от 0, увеличава стойността му точно два пъти.

## История
Системите, свързани с двоични числа, се откриват в множество култури, включително Древен Египет, Китай и Индия.
Съвременната двоична система е изследвана в Европа през XVI и XVII век от Томас Хариот, Хуан Карамуел и Лобковиц и Готфрид Лайбниц.

### Франсис Бейкън
През 1605 г. Френсис Бейкън обсъжда система, при която буквите от азбуката могат да бъдат сведени до последователности от двоични цифри, които след това биха могли да бъдат кодирани като едва забележими вариации на шрифта в произволен текст. Важно за общата теория на двоичното кодиране е добавката му, че този метод може да се използва посредством всякакви обекти при условие, че тези обекти могат да имат само две състояния, например камбани и всякакви музикални инструменти, както и светлини и факли. Това става известно като Шифъра на Бейкън.

### Готфрид Лайбниц
Лайбниц изучава двоично номериране през 1679 г., като работата му се появява в неговата статията „Обяснение на двоичната аритметика, която използва само символите 1 и 0, с някои забележки за нейната полезност, и върху светлината, която хвърля тя върху древните китайски фигури на Fu Xi“ (отпечатана през 1703 г.). Той е вярвал, че 0 и 1 са единствените числа, от които реално имаме нужда. Планирал е и построяването на механичен компютър на тази база, но никога не изпълнява плановете си.
Според филма „История на единицата“ излъчен по Viasat History, Готфрид Лайбниц (1646 – 1716) изобретява двоичната система. В своя експеримент Лайбниц броял, като слагал по една топка, в предварително подготвени чаши с написани на тях числа, които са степените на 2: 1 (= 20), 2 (= 21), 4 (= 22) и т.н., подредени от дясно наляво по нарастването на сумата. Той слагал топка, където числото изобразено на чашата е по-малко от изходното и продължавал с остатъка от изходното число намалено с числото на чашата. Пълните чаши съответстват на 1, празните – на 0.
Изчисленията му се показват със следната таблица. Удебелените десетични числа горе представляват стойността на кореспондиращата единица, като се попълват нарастващо от дясно наляво; а вляво е сборът от произведението на тези стойности. В таблицата се получава готовия бинарен код:
|                                | Десетична система |     |     |    |    |    |   |   |   |   |
| Продукт по десетичната система | 512               | 256 | 128 | 64 | 32 | 16 | 8 | 4 | 2 | 1 |
| 6                              |                   |     |     |    | 0  | 0  | 0 | 1 | 1 | 0 |
| 48                             |                   |     |     |    | 1  | 1  | 0 | 0 | 0 | 0 |
| 27                             |                   |     |     |    |    | 1  | 1 | 0 | 1 | 1 |
| 4                              |                   |     |     |    |    |    | 0 | 1 | 0 | 0 |
| 805                            | 1                 | 1   | 0   | 0  | 1  | 0  | 0 | 1 | 0 | 1 |

### Джордж Бул
През 1854 г. британският математик Джордж Бул публикува оригинална статия, описваща алгебрична система на логиката, която става известна като булева алгебра. Върху неговия логически анализ се основава дизайнът на цифровите електронни вериги. За логическите операции се използват променливите от двоичната бройна система като концепцията е 1 – правилно, вярно /true/, a 0 – неправилно, грешно /false/.

## Броене
Както във всяка позиционна бройна система, броенето преминава в нарастващ ред през всички символи, като разликата е, че в двоичната система те са само два: 0 и 1. При достигане на най-големия символ 1, той става 0 и предизвиква увеличение на левия знак с 1.
На x10 в десетична бройна система съответства y2 в двоична бройна система, първите 8 десетични числа изглеждат така:
- 110 = 12
- 210 = 102
- 310 = 112
- 410 = 1002
- 510 = 1012
- 610 = 1102
- 710 = 1112
- 810 = 10002

## Двоична алгебра
Изчисленията в двоичната бройна система са прости и могат да се опишат лесно.

### Събиране
0 + 0 = 0
0 + 1 = 1
1 + 0 = 1
1 + 1 = 10 (или 0 с 1 наум, което се добавя отляво, когато събираме числа с повече от една цифра)

### Изваждане
0 − 0 = 0
0 − 1 = 1 (с вземане на 1 от лявостоящата цифра)
1 − 0 = 1
1 − 1 = 0

### Умножение
0 × 0 = 0
0 × 1 = 0
1 × 0 = 0
1 × 1 = 1

### Деление
0 ÷ 1 = 0
1 ÷ 1 = 1
В двоичната система също както във всички останали бройни системи не може да се дели на 0, поради неопределеността на резултата.
Най-просто това се обяснява с двата факта, че всяко число делено на себе си е 1, но 0 делено на всяко число е 0. Така изразът 0 ÷ 0 трябва да е едновременно и 1, и 0.

## Преминаване от десетична в двоична бройна система
Когато трябва да обръщаме десетично число в двоично се процедира в следния ред:
1. Делим първоначалното число на 2
2. Ако то се дели без остатък, записваме 0
3. Ако числото има остатък, записваме 1
4. Връщаме се отначало, докато не достигнем 0

Например числото 1910 се преобразува по следния начин:
| 19 | / 2 | = 9 | с остатък 1 |
| 9  | / 2 | = 4 | с остатък 1 |
| 4  | / 2 | = 2 | с остатък 0 |
| 2  | / 2 | = 1 | с остатък 0 |
| 1  | / 2 | = 0 | с остатък 1 |

Остатъците се записват от дясно наляво. Така получаваме 1910 = 100112.

## Преминаване от двоична в десетична бройна система
За преобразуването на двоично число в десетично се използва подобен на горния принцип като деленето се заменя с умножение.
За числото 100112, започвайки от ляво надясно имаме:
първото число е 1,
следващото е 0, значи 1 × 2 = 2 и не добавяме нищо,
следващото е 0, значи 2 × 2 = 4 и не добавяме нищо,
следващото е 1, значи 4 × 2 = 8, добавяме 1 и става 9,
следващото е 1, значи 9 × 2 = 18, добавяме 1 и става 19.
Така получаваме 100112 = 1910.
Като всяка друга бройна система, двоичната е изградена на следния принцип:
- последното число (единиците) е 20
- предпоследно число (двойките) е 21
- пред-предпоследно число (четворките) е 22

Когато трябва да обръщаме двоично число в десетично число се ползват степените на числото 2, започвайки от 2 на степен 0 (всяко число на степен 0 е равно на 1), което се умножава с най-дясната цифра в двоичното число. Придвижвайки се от дясно наляво степента на 2 се увеличава с 1. Получените произведения се събират:
12 = (1 × 20) = 1 × 1 = 110
102 = (1 × 21) + (0 × 20) = 2 + 0 = 210
10112 = (1 × 23) + (0 × 22) + (1 × 21) + (1 × 20) = 8 + 0 + 2 + 1 = 1110

## Изобразяване в байтове
Чрез 8 бита в двоичната бройна система (което е прието за 1 байт) се изобразяват числата от 0 до 255. Всяко число над 255 се смята за втори байт и се образува второ число в двоичната система. Тоест, ако имаме числото 631, то е равно на 255 + 255 + 121, което в двоичен вид ще изглежда така:
| 255 ÷ 2 = oc.1 | 127 ÷ 2 = oc.1 | 63 ÷ 2 = oc.1 | 31 ÷ 2 = oc.1 | 15 ÷ 2 = oc.1 | 7 ÷ 2 = oc.1 | 3 ÷ 2 = oc.1 | 1 ÷ 2 = oc.1 |  |
| 121 ÷ 2 = oc.1 | 60 ÷ 2 = oc.0  | 30 ÷ 2 = oc.0 | 15 ÷ 2 = oc.1 | 7 ÷ 2 = oc.1  | 3 ÷ 2 = oc.1 | 1 ÷ 2 = oc.1 |              |  |

Или иначе казано, числото 631 в двоичен вид, ще изглежда така: 111111111 + 111111111 + 11111001

## Приложение
Двоичната бройна система е фундаментална за възникването и развитието на изчислителната техника, информатиката и компютърните устройства. Нейните две цифри 0 и 1 технически лесно могат да бъдат дефинирани – по това дали в даден възел от електрическата/електронната верига протича или не протича ток, или е налице или не напрежение. От теоретична (и практическа) гледна точка електрическите/електронните вериги изградени на базата на двоична бройна система имат най-високата възможна шумозащитеност, тъй като за да бъде прочетена/записана погрешно някоя цифра, нивото на евентуален смущаващ сигнал трябва да бъде (в повечето случаи) приблизително половината от захранващото напрежение на веригата. Двоичното представяне на числата е удобно за конструктивно изпълнение (хардуерна реализация) на пресмятанията поради тяхната простота (виж Двоична алгебра).